# 윌슨 킵케테르
윌슨 킵케테르(Wilson Kipketer, 1972년 12월 12일 ~ )는 케냐 태생의 덴마크의 육상 중거리달리기 선수이며, 실내 800m와 1000m에서 육상 세계 기록을 보유하고 있다.
10년간 800m 거리를 지배하는 동안에 3년 동안 패한 적이 없는 선수로 남아있었고, 현재의 17개의 가장 빠른 시간들 중에 8개를 달렸으며 올림픽 금메달을 획득한 적이 없다. 하지만, 3개의 연속적 세계 육상 선수권 대회 금메달을 획득하였다. 킵케테르의 800m 세계 기록은 거의 13년간 보유되었다. 2010년 데이비드 루디샤가 1분 41.09초를 달려 0.02초 차이로 꺾으면서 2010년 8월 22일에 초월되었다.
킵케테르는 자신의 달리기 경력 동안에 스파르트와 KIF를 둘다 대표하였다. 덴마크 시민권을 취득하였음에 불구하고 모나코에 살고 있다.

## 생애
케냐 난디 주의 캅체모이워 주에서 칼렌진 족에게 태어났다. 10대로서 그는 1968년과 1972년 하계 올림픽 챔피언 킵 케이노에 의하여 처음으로 눈에 띄었다. 케이노는 킵케테르에게 어린 육상 선수들을 키우기로 유명한 이텐에 있는 세인트 패트릭 카톨릭 고등학교에 수학하는 데 제안하였다. 2010년에 킵케테르의 800m 세계 기록을 능가한 데이비드 루디샤는 킵케테르같이 장기적 세인트 패트릭의 코치, 교사이자 전 교장인 콤 오코넬 형제에 의하여 코치를 받았다. 하지만, 루디샤는 그 학교에서 수학하지 않고 이웃에 있는 세인트 프랜시스 학교를 다녔다.
1990년 킵케테르는 외국인 교환 학생으로서 덴마크에 여행하여 전자 공학을 공부하였다. 그는 덴마크 시민권을 신청했을 만큼 덴마크를 좋아하였다. 자신이 18개의 800m 경주들 중에 16개를 우승하면서 1994년 국제적 주의에 다가온 그는 그해의 두번째로 가장 빠른 800m(1분 43.29초)를 달려 트랙 앤드 필드 뉴스 잡지에 의하여 세계에서 1위로 들어왔다. 이듬해 그는 12개의 경주들 중에 10개를 우승하고, 세계 지도력 선수로 지내면서 1분 42.87초와 함께 두번이나 1분 43초 아래로 달렸으며 1995년 세계 육상 선수권 대회에서 덴마크를 위하여 나가 첫 세계 타이틀을 우승하였다.
하지만, 킵케테르는 완전히 덴마크 시민이 아니자 1996년 국제 올림픽 위원회는 애틀랜타 올림픽에서 그가 덴마크를 위하여 나가는 것을 허가하지 않았다. 올림픽으로부터 자신의 결석에 불구하고, 그해에 세계에서 킵케테르가 가장 힘센 800m 달리기 선수였다는 의심이 없었다. 애틀랜타 올림픽에서 3명의 800m 메달리스트들을 전부 이기고, 리에티에서 시즌 말기에 1분 41.83초의 새로운 개인 전력을 세우는 것을 포함하여 그해를 통하여 패한 적이 없는 선수로 남아있던 킵케테르는 12년에 세계에서 가장 빠른 시간으로 세계 기록의 0.1초 만으로 짧았다. 올림픽에 불참에 불구하고 트랙 앤드 필드 뉴스 잡지는 그를 그해를 위한 세계에서 800m의 1위로 랭킹을 매겼다.
1997년 킵케테르는 자신의 경력의 절정에 있었다. 3월에 그는 파리에서 열린 세계 실내 육상 선수권 대회에서 800m 금메달을 획득하였다. 사실 그는 1분 42.96초와 함께 폴 에렝의 세계 기록 1분 44.84초를 깨면서 거의 1초 차이로 예선들에서 실내 세계 기록을 깼다. 그러고나서 결승전에서 그는 번쩍이는 1분 42.67초와 함께 또다른 세계 기록을 깼다. 6월 7일 스톡홀름에서 열린 대회에서 800m를 위한 서배스천 코의 세계 기록 1분 41.73초를 동일하게 하였다. 코의 기록은 16년 동안 보유되었다. 그해에 그는 두번이나 기록을 깼으며, 처음은 취리히에서 8월 13일 자신이 1분 41.24초를 달리고, 11일 후에 쾰른에서 열린 그랑프리 대회에서 세계 기록을 1분 41.11초로 향상시켰다. 그해 아테네에서 열린 세계 육상 선수권 대회에서 그는 시작부터 종점까지 경주를 이끌어 첫 200m를 23.47초로 빛나게 하여 성공적으로 세계 타이틀을 유지하였다. 그는 트랙 앤드 필드 뉴스 잡지에 의하여 "올해의 육상 선수"로 선출되었다.
이어지는 시즌에 킵케테르는 말라리아에 걸려 첫째로 절대 달리지 않기로 하였다. 결국 그는 3개의 대회들에 참가하였으며, 모나코에서 우승하고 취리히에서 1분 43.18초로 달렸다. 부다페스트에서 열린 유럽 선수권에서는 우승자 닐스 슈만과 함께 육체적 접촉을 만들어 메달을 획득하지 않았다. 그는 1999년에 돌아와 세계 실내 선수권에서 2위를 하고, 세비야에서 열린 세계 육상 선수권 대회에서 금메달을 따면서 낳아졌다. 1997년으로 봐서 킵케테르는 1999년에 패한 적이 없고, 10개의 실외 경주들을 전부 우승하여 트랙 앤드 필드 뉴스 잡지에 의하여 800m에서 최고로 랭킹에 들어왔다.
2000년 그는 1000m에서 2분 14.96초를 달리면서 세계 실내 기록을 깼다. 하지만 그는 실외 경주를 드물게 달리고 이전의 세월들에 자신이 지님으로부터 같은 점을 보이지 않아 자신이 나간 4개의 경주들 중에 3개를 패하였다. 그해 시드니에서 열린 하계 올림픽에서 킵케테르는 닐스 슈만에게 0.06초나 밀려 은메달을 땄다.
2002년 킵케테르는 뮌헨에서 열린 유럽 선수권에서 군림하는 세계 챔피언 앙드레 부셔와 닐스 슈만을 꺾고 금메달을 땄다. 그는 또한 자신이 나간 9개의경주들 중에 8개를 우승하고, 1분 42.32초의 세계에서 가장 빠른 800m 기록을 가져 6번째로 800m를 위한 세계에서 최고로 랭킹을 매겼다.
부상에 불구하고 그는 2003년 시즌을 통하여 지속적으로 나가 버밍엄에서 열린 세계 실내 선수권에서 은메달을 땄으나, 그해의 세계 육상 선수권 대회에서 4위에 그쳤다.
2004년 아테네 올림픽에서 그는 800m 결승전에서 남은 80m와 함께 선두로 달렸으나 20m가 남으면서 유리 보르자코프스키와 음불라에니 물라우지에 의하여 통과되어 동메달에 그쳤다. 33세의 나이에 그는 아직도 빠른 시간들로 달렸으나 한번 자신이 지니던 지배적 완료를 더 이상 가지지 않고, 자신이 나간 6개의 경주들 중에 1개 만을 우승하여 그해 이후로부터 다시는 달리기에 나가지 않았다. 그는 주목할 만한 빠른 800m의 시간들과 함께 자신의 경력을 끝냈다 - 2001년을 제외하고 1994년부터 2004년까지 그는 1분 43초 혹은 그것보다 더 낳은 시간을 달렸다. 800m에서 1분 44초 아래의 자신의 10년간 세월들은 아무 선수들에 의하여 일치되지 않았다.
11년 동안 그의 코치는 폴란드의 스와보미르 노박이었다. 2005년 8월에 육상으로부터 은퇴를 선언하였다.